# Ibarská magistrála

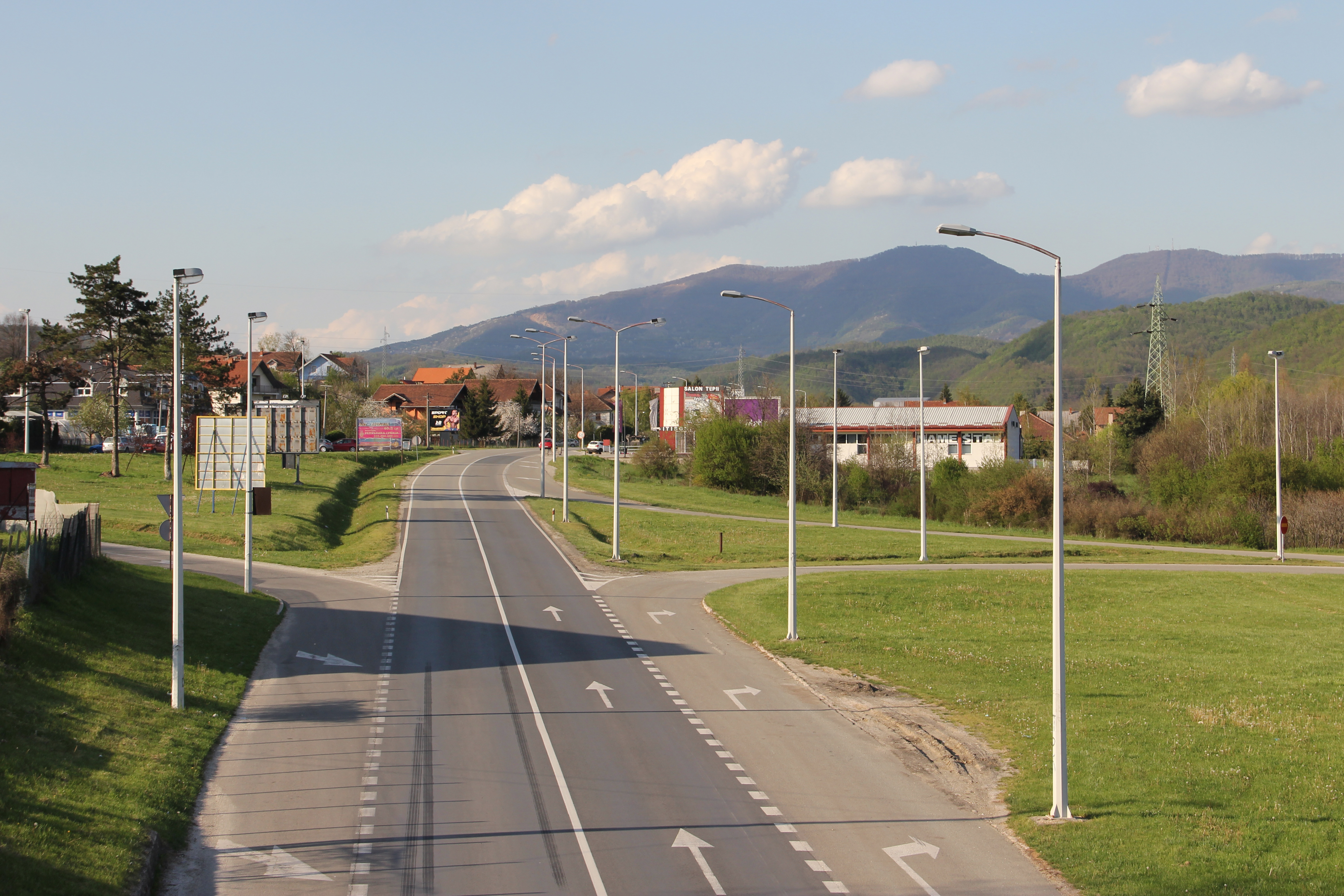
Magistrála ve městě Gornji Milanovac.

Ibarská magistrála (srbsky Ибарска магистрала/Ibarska magistrala je neformální název pro silnici první třídy č. M22, která spojuje města Bělehrad, Ljig, Gornji Milanovac, Čačak, Kraljevo, a dále pokračuje buď do Užice, nebo údolím řeky Ibar až do Kosova (přesněji do Kosovské Mitrovice. Jedná se o hlavní silniční tah z Bělehradu do západního Srbska. V rámci evropské silniční sítě je součástí silnice č. E-763.
Ibarská magistrála je součástí tzv. koridoru 11, která má zajistit spojení srbské metropole Bělehradu s jadranským pobřežím (a Černou Horou). Doplňuje ji Železniční trať Bělehrad - Bar. V dubnu 2012 byla zahájena dlouho odkládaná výstavba dálnice, která by nahradila stávající značně vytíženou silniční komunikaci. Zahájena byla stavba celkem tří úseků (Ljig – Boljkovci, Boljkovci – Takovo, Takovo – Preljina). Financování této stavby bylo zajištěno jak z domácích, tak i zahraničních zdrojů.
Ibarská magistrála je známa jako jedna z nejnebezpečnějších silnic, které jsou v Srbsku v provozu.
Silnice je také známá díky atentátu na Vuka Draškoviće, ke kterému došlo na silnici v říjnu 1999. Drašković byl tehdy předsedou jedné z opozičních stran v Svazové republice Jugoslávii, v jejím čele stál Slobodan Milošević.
V roce 2014 byl provoz na magistrále v souvislosti s rozsáhlými záplavami, které postihly střed Srbska, několikrát přerušen.